# Chuck McCann
Charles John  Thomas "Chuck" McCann (Brooklyn, New York, 1934. szeptember 2. – Los Angeles, Kalifornia, 2018. április 8.) amerikai komikus, színész, producer.

## Fordítás
- Ez a szócikk részben vagy egészben  a   Chuck McCann című angol Wikipédia-szócikk fordításán alapul.  Az eredeti cikk szerkesztőit annak laptörténete sorolja fel. Ez a jelzés csupán a megfogalmazás eredetét és a szerzői jogokat jelzi, nem szolgál a cikkben szereplő információk forrásmegjelöléseként.

## További információ
- Hivatalos oldal
- Chuck McCann a Facebookon
- Chuck McCann a PORT.hu-n (magyarul)
- Chuck McCann az Internetes Szinkronadatbázisban (magyarul)
- Chuck McCann az Internet Movie Database-ben (angolul)
- Chuck McCann a Rotten Tomatoeson (angolul)